# Arvieus
Arvieus (en francès Arvieux) és un municipi francès situat al departament dels Alts Alps i a la regió de Provença – Alps – Costa Blava.

## Demografia
| 1841                                       | 1962 | 1968 | 1975 | 1982 | 1990 | 1999 | 2006 | 2015 |
| ------------------------------------------ | ---- | ---- | ---- | ---- | ---- | ---- | ---- | ---- |
| 1006                                       | 411  | 412  | 324  | 351  | 338  | 355  | 348  | 363  |
| Des de 1962: població sense dobles comptes |      |      |      |      |      |      |      |      |

## Administració
| Període   | Identitat                   | Partit        |
| --------- | --------------------------- | ------------- |
| 1947-1959 | Laurent Nicolas Meissimilly |               |
| 1959-1977 | Louis Blanc-Chabrand        | UNR, UDR, RPR |
| 1977-1995 | Pierre Blanc                | PS            |
| 1995-2001 | Alain Blanc                 |               |
| 2001-2008 | Pierre Blanc                |               |
| 2008-2014 | Alain Blanc                 |               |
| 2014-2020 | Philippe Chabrand           |               |
| 2020-     | Christian Blanc             |               |